# Leonie Mekel
Leonie Mekel (født 11. november 1983 i Delft, Holland) er en professionel tennisspiller fra Holland. 
Leonie Mekel højeste rangering på WTA single rangliste var som nummer 355, hvilket hun opnåede 6. april 2009. I double er den bedste placering nummer 312, hvilket blev opnået 28. september 2009. 